# Milan Čeleketić
Milan Čeleketić (szerbül: Милан Челекетић; 1946. augusztus 12. – ) a Krajjinai zerb Hadseregben valamint Szerbia és Montenegró hadseregében aktív vezérőrnagy volt, aki a horvátországi háború alatt és után volt aktív. Čeleketić a Krajjinai Szerb Hadsereg 18. nyugati hadtestének volt a parancsnoka. Nyugat-Szláavónia bukása után lemondott a Krajjunai Szerb Hadsereg vezetéséről. A vihar hadművelet után egy ideig  Banja Lukában élt.